# Jean-Christophe Mitterrand
Jean-Christophe Mitterrand (* 19. Dezember 1946 in Boulogne-Billancourt) ist einer der Söhne des früheren französischen Staatspräsidenten François Mitterrand. Er war zunächst von 1973 bis 1982 als Journalist für die Agence France-Presse (AFP) in Westafrika tätig und wirkte später für seinen Vater als Berater für den afrikanischen Kontinent. Hierfür erhielt er in Afrika den Spitznamen Papamadi (nach französisch: „Papa m’a dit“ – „Papa hat mir gesagt“).
Im Oktober 2009 wurde Mitterrand für seine Beteiligung am Waffenhandel mit der MPLA verurteilt, die zwischen 1993 und 1998 stattgefunden hatte. Im sogenannten Angolagate hatte Mitterrand, damals Berater seines Vaters für Afrika, Zahlungen im Gegenwert von mehreren Millionen Euro von den beiden Waffenschmugglern Pierre Falcone und Arcadi Gaydamak bekommen. Mitterrand bekam eine zweijährige Bewährungsstrafe und musste 375.000 Euro Geldbuße bezahlen.